# Albin Nake
Albin Nake (* 1. März 1888 in Kleinaugezd / Böhmen; † 1947 in Salzburg) war ein österreichischer Offizier und Offizier der Wehrmacht, zuletzt Generalleutnant im Zweiten Weltkrieg.

## Familie
Über seine Familie ist wenig bekannt.
Nake hatte wohl einen Sohn, Rechtsanwalt Albin Nake in Salzburg.

## Leben
Nach der Kadettenausbildung trat Nake 1909 als Fähnrich in das k.u.k Heer der Österreichisch-Ungarischen Doppelmonarchie ein, und zwar in das k.u.k. Infanterieregiment „Erzherzog Rainer“ Nr. 59, das in Salzburg stationiert war und wo er 1912 zum Leutnant befördert wurde.

### Erster Weltkrieg und Zeit bis zum Anschluss Österreichs durch das Deutsche Reich
Während des Ersten Weltkrieges und der Nachkriegszeit blieb Nake bei dem Regiment, war Oberleutnant und Hauptmann.
Am 1. April 1937 wurde er als Oberstleutnant Kommandeur des I. Bataillons des Infanterieregiments 12 des österreichischen Bundesheeres.

### Drittes Reich und Zweiter Weltkrieg
In die Wehrmacht übernommen, bekleidete er mehrere militärische Führungspositionen. Im Januar 1939 war er als Oberstleutnant im Stab des Gebirgsjäger-Regiments 136 und wurde am 1. September 1939 als Oberst Kommandeur des Gebirgsjäger-Regiments 136 der 2. Gebirgs-Division. Das Regiment beteiligte sich im Rahmen der 2. Gebirgs-Division an dem Überfall auf Polen im Bereich Lemberg. Danach war das Regiment im Raum Murmansk an der Liza-Front eingesetzt, wo die deutschen Truppen erhebliche Verluste zu beklagen hatten und der Vormarsch nach Osten gestoppt wurde. Kommandeur des Regiments blieb er bis Ende 1939 und übernahm anschließend das Kommando eines Infanterie-Regiments.
Vom 15. Juli 1942 bis 15. März 1943 kommandierte er die 709. Infanterie-Division, mit welcher er die Garnisonsbesatzung der Bretagne in Frankreich stellte.
Nake war dann von Juni 1943 bis April 1944 Kommandeur der 264. Infanterie-Division, die in Dalmatien eingesetzt war. In dieser Eigenschaft war er auch vom 1. Dezember 1943 bis zum 18. April 1944 Kommandeur der dalmatischen Provinz von Zadar
Nake, der am 1. Juli 1943 zum Generalleutnant befördert war, wurde am 1. Juli 1944 zum Kommandeur der 159. Infanterie-Division ernannt, die seit Anfang 1944 in Südwestfrankreich stationiert war. Mitte August 1944 wurden der Division sämtliche Teile der Wehrmacht und der Organisation Todt (Heer, Kriegsmarine, Luftwaffe, Feldkommandanturen, Arbeitsdienst usw.), soweit sie sich im südlichen Atlantikraum befanden, unterstellt. Dazu gehörten etwa 40.000 deutsche Zivilpersonen (Frauen und Männer), die bei Kämpfen nicht eingesetzt werden konnten.
Als die Alliierten vorrückten, berief der Divisionskommandeur Nake seinen Stab und die Kommandeure der Division in ein schlossähnliches Haus, das einem Weingutsbesitzer und Universitätsprofessor in Bordeaux gehörte und erörterte mit ihnen die möglichen Alternativen: Marsch in nördlicher Richtung in den Raum Angoulème und dann nach Osten in Richtung deutscher Grenze, Verteidigung in den nur behelfsmäßig ausgebauten festen Plätzen in Bordeaux und Bayonne, sowie Abmarsch nach Süden und Internierung in Spanien. Eine deutliche Mehrheit sprach sich für einen Marsch zur deutschen Grenze mit allen kampffähigen Kräften unter Verwendung aller motorisierten Fahrzeuge aus. Die übrigen Teile sollten ebenfalls Richtung Norden zu Fuß, auf Fahrrädern und pferdebespannten Wagen abmarschieren.
Generalleutnant Nake und seinem Divisionsstab war klar, dass man mit etwa 50.000 Menschen, von denen nur etwa 10.000 kampffähig waren, den engen Schlauch bei Bordeaux nur dann passieren konnte, wenn die Franzosen Freies Geleit zusicherten. Generalleutnant Nake ersuchte daher unmittelbar nach der Kommandeursbesprechung den Präfekten von Bordeaux Maurice Sabatier um eine Unterredung, die nachts in der Präfektur stattfand. In dieser Besprechung wurde der freie Abzug bis in den Raum Angoulème (etwa 120 km von Bordeaux entfernt) zugesagt unter folgenden Bedingungen:
- Nichtzerstörung des Hafens von Bordeaux
- Nichtzerstörung des Hafens von Bayonne
- Nichtzerstörung des Elektrizitätswerks von Mont-de-Marsan
- Nichtzerstörung der Brücke Pont de Pierre über die Garonne in Bordeaux.
- Übergabe der Bekleidung und Lebensmittelvorräte
- Zurücklassung der Gefangenen (Maquis)

Bezüglich der ersten drei Zerstörungen lag ein ausdrücklicher Befehl Hitlers vor. Die Sorge um das Schicksal der Nichtsoldaten und die Verantwortung, die kampfkräftigen Teile der Division ohne Verluste zurückzuführen, haben Nake aber dazu bewogen, das Angebot des Präfekten anzunehmen. Dabei wurde festgelegt, dass die deutschen Truppen bis zum 27. August um Mitternacht Bordeaux verlassen sollten und dass ab 00:00 Uhr des 28. August französische Truppen in die Stadt einziehen würden. Die Franzosen hielten sich an ihre Zusage.
Die Division marschierte durch die Stadt Bordeaux, während die Franzosen schweigend an den Straßenrändern standen. Die Division hatte keine Verluste mit Ausnahme einer Kompanie, die befehlswidrig nach Nordosten abbog und seither verschollen ist.
Um den geordneten Rückzug zu ermöglichen, ordnete Nake an, dass Mot-Fahrzeuge und Fahrräder „rücksichtslos zu requirieren“ seien. Er ordnete aber auch an, dass unberechtigtes Requirieren als Plünderung bestraft wurde. Weiterhin ordnete er durch einen Sonderbefehl die Gerichtsbarkeit, die Angriffe gegen die Truppe, Waffenbesitz und Sabotageakter in schweren Fällen mit der Todesstrafe bestrafte. Voraussetzung war aber eine Verurteilung durch ein Standgericht. Die Vollstreckung musste der Marschgruppenführer anordnen. In dringenden Fällen konnte das Standgericht durch einstimmigen Beschluss entscheiden. Die „sofortige“ Erledigung von Freischärlern durch die Truppe war damit verboten.
Die Führung der nichtmotorisierten Teile wurden dem Generalmajor Botho Henning Elster, dem Feldkommandanten von Mont-de-Marsan, übertragen, dem Nake in einem Vier-Augen-Gespräch freie Hand gelassen und ihn aufgefordert hatte, alle unnötigen Verluste zu vermeiden. Elster kapitulierte später im Raum Poitiers gegenüber den amerikanischen Truppen.
Der Rest der Division mit den motorisierten Kräften marschierte über Poitiers und Angoulème und erreichte am 4. September nach etwa 1000 Kilometern Marsch den Raum nördlich von Besançon. Die Division war bis zu diesem Zeitpunkt auf sich alleingestellt. Am 4. September 1944 stürzte Nake beim Überqueren der Straße in Vesoul über ein zwischen zwei Fahrzeugen gespanntes Seil und erlitt einen Bruch der Schulter und war nicht mehr dienstfähig. In britischen Zeitungen wurde berichtet, dass Nake bei einem feindlichen Luftangriff schwer verwundet, aber nicht gefangen genommen wurde. Dies entspricht aber nicht den Tatsachen. Zum 6. September 1944 musste er das Divisionskommando abgeben und hatte bis zum Kriegsende kein militärisches Amt mehr ausgeübt.
1947 ist er in Salzburg verstorben.

### Beurteilungen
Obwohl Nake bis zum Generalleutnant befördert wurde und zwei Divisionen als Kommandeur geführt hat, wurde er nicht immer positiv beurteilt. Noch im Jahre 1944 hieß es, dass er ein Kommandeur ostmärkischer Prägung sei, der nicht über die Härte und Entschlusskraft verfüge, um die Division in schwierigsten Lagen zu führen.
Auch Alf R. Jacobsen weist in seiner Beschreibung der Schlacht bei Murmansk darauf hin, dass die Karriere von Nake in der Wehrmacht sehr langsam verlief und er in einem Alter von 53 Jahren unter den ältesten Offizieren des Generals der Gebirgstruppen Eduard Dietl war. Dennoch sei er arrogant ehrgeizig und „litt an Halsschmerzen“ Dies bedeutete, dass er anscheinend wünschte, durch ein erfolgreiches Unternehmen das Ritterkreuz zu erlangen.
Trotz dieser negativen Beurteilungen wird insbesondere von Lieb ein positives Bild von Nake gezeichnet. Obwohl Nake zunächst auf Befehl Hitlers sogar die Zerstörung von Kraftwerken und Umspannwerken befohlen hatte, verweigerte er seinem obersten Kriegsherrn den Gehorsam und traf er mit der örtlichen Résistance eine geheime Übereinkunft über die Nichtzerstörung, um einen ungehinderten und damit verlustfreien Abzug der Deutschen zu ermöglichen. Lieb vergleicht dies mit der Entscheidung des Generals Dietrich von Choltitz, Paris unzerstört dem Gegner zu überlassen. Er weist weiterhin darauf hin, dass viele Massaker an der Zivilbevölkerung verhindert worden wären, wenn andere Generäle beim Rückzug ähnlich besonnene Befehle bezüglich des Umgangs mit Freischärlern gegeben hätte. Von derartigen Ausschreitungen ist im Zusammenhang mit der 159. Infanteriedivision jedenfalls nichts bekannt geworden.